# 南葛城山
南葛城山（みなみかつらぎさん）は、大阪府河内長野市と和歌山県橋本市とにまたがる標高922 mの山である。大阪50山のひとつであり、和泉山脈の最高峰である。

## 概要
非常に登山者が少ない静かな山である。山頂は木製のベンチやイスがある広場であるが、杉林に囲まれ展望は全く望めない。山頂の付近はササ原に杉が林立している。
山頂近くには、葛城修験道の行場である葛城二十八宿・妙法蓮華経安楽行品第十四番経塚「鏡の宿」という祠がある。
主な登山道は、滝畑ダム→岩湧山登山口→千石谷林道→林間歩道分岐→ノゾキ平→南葛城山、紀見峠→ダイヤモンドトレールを西へ→南葛城山分岐→南葛城山、岩湧寺→岩湧山・東峰→南葛城山分岐→南葛城山、蔵王峠→南葛城山などがある。登山者が少ない上、登山道によっては相当険しい部分があったり、迷い易い箇所があるので注意が必要である。